# Yacht (Zeitschrift)
Die Zeitschrift Yacht ist ein vierzehntäglich erscheinendes, deutschsprachiges Magazin, das sich an Segler, insbesondere Fahrtensegler, richtet. Der Redaktionssitz ist Hamburg.

## Geschichte

### Gründungszeit
Die erste Ausgabe erschien am 15. Juli 1904 unter dem Namen „Die Yacht“ im gleichnamigen Berliner Verlag und kostete 50 Pfennig. Mitbegründer war der Berliner Regattasegler Otto Protzen. Anfangs erschien die Zeitschrift 14-täglich, in den Jahren 1909–1911 gab es je 36 Ausgaben und danach erschien die Zeitschrift, auch in den Kriegsjahren 1914–1918, durchgehend wöchentlich. Das erste Heft 1904 war auf 30 Seiten Text mit 25 Fotos und einem ganzseitigen Gemälde illustriert. Das Layout des Titels wechselte in der Anfangszeit mehrfach.
Der bis Ende 1905 beibehaltene Untertitel „Illustrierte Zeitschrift für Yachtwesen, Wassersport, Reisen, Motor- und Schiffbau“ deutete darauf hin, dass nicht nur Themen des Segelsports behandelt wurden. Trotzdem wurde die Zeitschrift für viele Jahrzehnte zum offiziellen Verbandsorgan des Deutschen Segler-Verbandes. Damals war das Segeln noch ein von der Kaiserlichen Marine geprägter „Herren-Sport“. Beides prägte bis Ende der 1970er Jahre den konservativen Charakter des Magazins. Damit hat die Yacht die Entwicklung des Segelsports in Deutschland begleitet und mitgeprägt.

Logo der Yacht in den 1930er Jahren

### Nach dem Ersten Weltkrieg
Heft 34 vom 24. August 1923 wurde noch vom Berliner Verlag Dr. Wedekind herausgegeben, Heft 35/36 erschien 14 Tage später, immer noch unter dem Namen „Die Yacht“, mit dem Untertitel „Illustrierte Wochenschrift für Segeln, Motorbootswesen, Yachtreisen und Schiffbau“ im Delius-Klasing-Verlag. Der Delius-Klasing-Verlag hatte bis dahin die Zeitschrift „Das Motorschiff und Motorboot“ herausgegeben, diese wurde eingestellt. „Die Yacht“ war zu diesem Zeitpunkt sowohl das offizielle Verbandsorgan des Deutschen Segler-Verbandes als auch des Deutschen Motoryachtverbandes.
Im Jahr 1943 musste die Yacht ihr Erscheinen wegen des Krieges einstellen, obwohl ihre „Seiten voll im Dienste der Kriegspolitik“ der Nationalsozialisten standen. Heute spricht die Yacht selbst von einer „unheiligen Koalition“.

### Nach dem Zweiten Weltkrieg
Das alte Verlagshaus in Berlin war zerstört, in Bielefeld wurde der Verlag wieder aufgebaut. 1949 erschienen die ersten Hefte, zuerst als „Segler-Nachrichten“, dann als „Yacht-Nachrichten“. 1950 erschien unter dem alten Namen „Die Yacht“ regelmäßig monatlich ein Heft. 1951 wurde die Anzahl auf vier Ausgaben im Vierteljahr gesteigert, ein Heft kostete 1,00 DM.

## Themen
Neben aktuellen Themen aus der Segelszene liefert die Yacht Tests von Segelschiffen und Segelausrüstung, Reiseberichte und Revierbeschreibungen, Anleitungen zur Segel- und Bootsbautechnik, einen umfangreichen Kleinanzeigenteil sowie Berichte zum Regattasegeln. Regelmäßig erscheinen weiterhin Mitteilungen des Deutschen Segler-Verbandes.
Der inhaltliche Schwerpunkt wie auch die Zielgruppe haben sich im Laufe der Zeit deutlich gewandelt. So bestand die Leserschaft in den 1950er und 1960er Jahren aus sportinteressierten Eignern, bei denen entsprechenden Fachbegriffe und Grundlagen vorausgesetzt werden konnten. Einen großen Raum nahm die Sportberichterstattung ein, mit zum Teil vollständigen Ergebnislisten der Nordsee-, Kieler oder Travemünder Woche, sowie von Deutschen und Weltmeisterschaften. Die Sportberichte wurden, wie zuvor das Thema Surfen, in das neugegründete, verlagseigene Magazin Regatta ausgelagert und nach dessen Einstellung nicht im alten Umfang wieder aufgenommen.
Mit dem Aufkommen des Chartergeschäfts Ende der 1970er und Anfang der 1980er Jahre änderten sich auch die Themenschwerpunkte und die Zielgruppe der Yacht. Schwerpunkte wurden nun Revierbeschreibungen, die Vorstellung von Serienschiffsneubauten und der Ausrüstungsmarkt. Weiterhin gibt es durchweg eine Rubrik mit Tipps zur Bootsreparatur und -pflege und zu Aspekten der Seemannschaft und Schiffsführung. Hier ist zu beobachten, dass im Laufe der Jahre auch Themen, die früher als Grundlage und deshalb für eine Zeitschrift nicht relevant empfunden wurden, heute für den Gelegenheitssegler als interessant empfunden werden. So wäre zum Beispiel ein Bericht über gute Logbuchführung (Yacht 2/2011) in den 60er Jahren nicht veröffentlicht worden, hat aber heute aufgrund des wachsenden Chartergeschäfts eine größere Relevanz für die Leserschaft. Des Weiteren spielen rechtliche Themen eine Rolle: z. B. Führerscheine, Zollbestimmungen, Umweltschutz oder Beschränkungen in Naturschutzgebieten.
Ihre führende Rolle am deutschsprachigen Markt hat die Yacht trotz der zunehmenden Online-Angebote und eines immer größeren Wettbewerbsumfelds behauptet. Als einziges deutschsprachiges Magazin hatte sie 2005 Kielschäden der Bavaria match-Serie untersucht und kritisch hinterfragt, was zu einem Anzeigenboykott der größten deutschen Serienwerft führte. Damals war nach einem Kielabriss an einem nahezu neuen Boot in Kroatien ein Segler ums Leben gekommen. Bei mehreren anderen Booten des Typs lagen ebenfalls erhebliche Laminatschwächungen vor. Es war der folgenreichste Baufehler in der Serienfertigung von Sportbooten.
Als Initiator und Organisator steht die Yacht von Beginn an der Jury von Europas Yacht des Jahres vor, einer Gruppe der elf führenden europäischen Segelmagazine, die jährlich die besten Segelboote testet und auszeichnet.
Im Juni 2016 erhielt der Online-Ableger der Yacht, Yacht Online, eine Rüge des Presserates. Hintergrund war die Veröffentlichung eines Fotos der Leiche eines auf seinem Boot tot aufgefundenen Seglers. Nach Ansicht des Presserates wurde dadurch die Grenze zur Sensationsberichterstattung überschritten sowie die Persönlichkeitsrechte des Verstorbenen verletzt.

## Auflagenentwicklung
Im Jahr 1960 betrug die verkaufte Auflage 9.140 Stück pro Heft und stieg bis in die 1980er Jahre an. Die Entwicklung der Auflage ist inzwischen seit über 20 Jahren rückläufig. Laut der Informationsgemeinschaft zur Feststellung der Verbreitung von Werbeträgern betrug die verkaufte Auflage im Jahr 1989 noch 96.253 Stück pro Heft. Im 3. Quartal 2016 waren es noch 39.659 Hefte.
Die verkaufte Auflage ist seit 1998 um 65,1 Prozent gesunken. Sie beträgt gegenwärtig 23.755 Exemplare. Das entspricht einem Rückgang von 44.295 Stück. Der Anteil der Abonnements an der verkauften Auflage liegt bei 85,9 Prozent.
| 1998  | 1999  | 2000  | 2001  | 2002  | 2003  | 2004  | 2005  | 2006  | 2007  | 2008  | 2009  | 2010  | 2011  | 2012  | 2013  | 2014  | 2015  | 2016  | 2017  | 2018  | 2019  | 2020  | 2021  | 2022  | 2023  | 2024  |
| ----- | ----- | ----- | ----- | ----- | ----- | ----- | ----- | ----- | ----- | ----- | ----- | ----- | ----- | ----- | ----- | ----- | ----- | ----- | ----- | ----- | ----- | ----- | ----- | ----- | ----- | ----- |
| 68050 | 68167 | 67025 | 65707 | 63719 | 61740 | 54247 | 57438 | 55508 | 52623 | 50718 | 48504 | 47410 | 47351 | 45727 | 46753 | 46475 | 41605 | 40280 | 38323 | 39622 | 37417 | 38230 | 38898 | 35556 | 32106 | 23755 |

| 1998  | 1999  | 2000  | 2001  | 2002  | 2003  | 2004  | 2005  | 2006  | 2007  | 2008  | 2009  | 2010  | 2011  | 2012  | 2013  | 2014  | 2015  | 2016  | 2017  | 2018  | 2019  | 2020  | 2021  | 2022  | 2023  | 2024  |
| ----- | ----- | ----- | ----- | ----- | ----- | ----- | ----- | ----- | ----- | ----- | ----- | ----- | ----- | ----- | ----- | ----- | ----- | ----- | ----- | ----- | ----- | ----- | ----- | ----- | ----- | ----- |
| 37190 | 37417 | 37475 | 37671 | 37338 | 36537 | 36380 | 35550 | 34493 | 33411 | 32264 | 31763 | 30898 | 31779 | 31634 | 34754 | 34923 | 32348 | 31171 | 30244 | 27596 | 26621 | 27410 | 27435 | 25079 | 23109 | 20400 |